# 宋英奇
宋英奇（1924年8月—2024年11月22日），河北安平人，中国人民解放军正军职离休干部、原总政治部群众工作部部长。

## 生平
宋英奇1941年6月入伍，1942年7月加入中国共产党。历任民兵分队政治员，游击队宣传员，旅政治部组织科干事，师政治部主任，新疆军区政治部组织部副部长、部长，原总政治部群工部副部长等职。
2024年11月22日，李瑞迁因病于北京逝世，享年100岁。讣告刊登在2024年12月12日的《解放军报》。